# Jozef Cools
Jozef (Jos) Cools (Olmen, 13 mei 1926 - Mol, 4 februari 1974) was een Belgisch politicus voor de BSP.

## Levensloop
Jozef Cools volgde lager onderwijs in een internaat in Leopoldsburg en doorliep daarna middelbare studies aan het Sint-Jan Berchmanscollege in Mol. Op zijn vijftiende stopte hij met school en ging hij aan de slag in een meubelmakerij in Mol en daarna in een schrijnwerkersbedrijf in Herentals. Daar werd hij telkens ontslagen wegens zijn sociaal engagement, waarna hij een baan vond in een schrijnwerkerij in Mechelen. Na het einde van de Tweede Wereldoorlog volgde hij in avondonderwijs lessen boekhouding en talen. Na zijn huwelijk vestigde Cools zich in 1951 in Mol, waar hij als bediende aan de slag ging bij de Socialistische Mutualiteiten. Een jaar later werd hij bediende bij de Socialistische Mutualiteiten in Turnhout. Vanaf 1948 was hij tevens secretaris van de BSP-afdeling in Dessel.
Van 1953 tot 1957 was Cools gemeenteraadslid van Mol, waar hij als hoofd van de socialistische oppositie de katholieke meerderheid bekampte. Daarnaast was hij van maart 1955 tot augustus 1958 secretaris van de BSP-afdeling van het arrondissement Turnhout. In deze functie was hij betrokken bij de stichting van verschillende socialistische lokale afdelingen in deze streek. 
In 1957 vestigde Cools zich in Arendonk, waar hij van 1959 tot 1963 in de gemeenteraad zetelde. In dat laatste jaar keerde Cools terug naar Mol, waar hij in 1964 opnieuw tot gemeenteraadslid werd verkozen. Na zes jaar oppositie slaagden de socialisten er bij de gemeenteraadsverkiezingen van oktober 1970 in om de katholieke meerderheid te breken, waarna hij van januari 1971 tot aan zijn overlijden in februari 1974 burgemeester van Mol was. Cools was hiermee een van de eerste socialistische burgemeesters in het arrondissement Turnhout.
In 1965 werd Cools verkozen tot lid van de Kamer van volksvertegenwoordigers voor het arrondissement Turnhout en vervulde dit mandaat tot aan zijn vroegtijdige dood in 1974. In de periode december 1971-februari 1974 had hij als gevolg van het toen bestaande dubbelmandaat ook zitting in de Cultuurraad voor de Nederlandse Cultuurgemeenschap, die op 7 december 1971 werd geïnstalleerd en de verre voorloper is van het Vlaams Parlement. In de Kamer was Cools lid van de commissie Europese Aangelegenheden, Economische Zaken en Energie, Communicatie, Posterijen, Telegrafie en Telefonie en Landbouw en hield hij vooral interventies over het statuut van gemeentepersoneel, de Nationale Maatschappij der Belgische Spoorwegen, fiscaliteit, onderwijspersoneel en provinciale zaken. Daarnaast legde Cools zich toe op de financiering van het vrij secundair onderwijs en verdedigde hij de belangen van het Studiecentrum voor Kernenergie in Mol.
Cools overleed in februari 1974 aan kanker, een ziekte waaraan hij al enkele jaren leed.